# Bemisia grossa
Bemisia grossa là một loài côn trùng cánh nửa trong họ Aleyrodidae, phân họ Aleyrodinae.
Bemisia grossa được Singh miêu tả khoa học đầu tiên năm 1931.